# Fort de Seclin

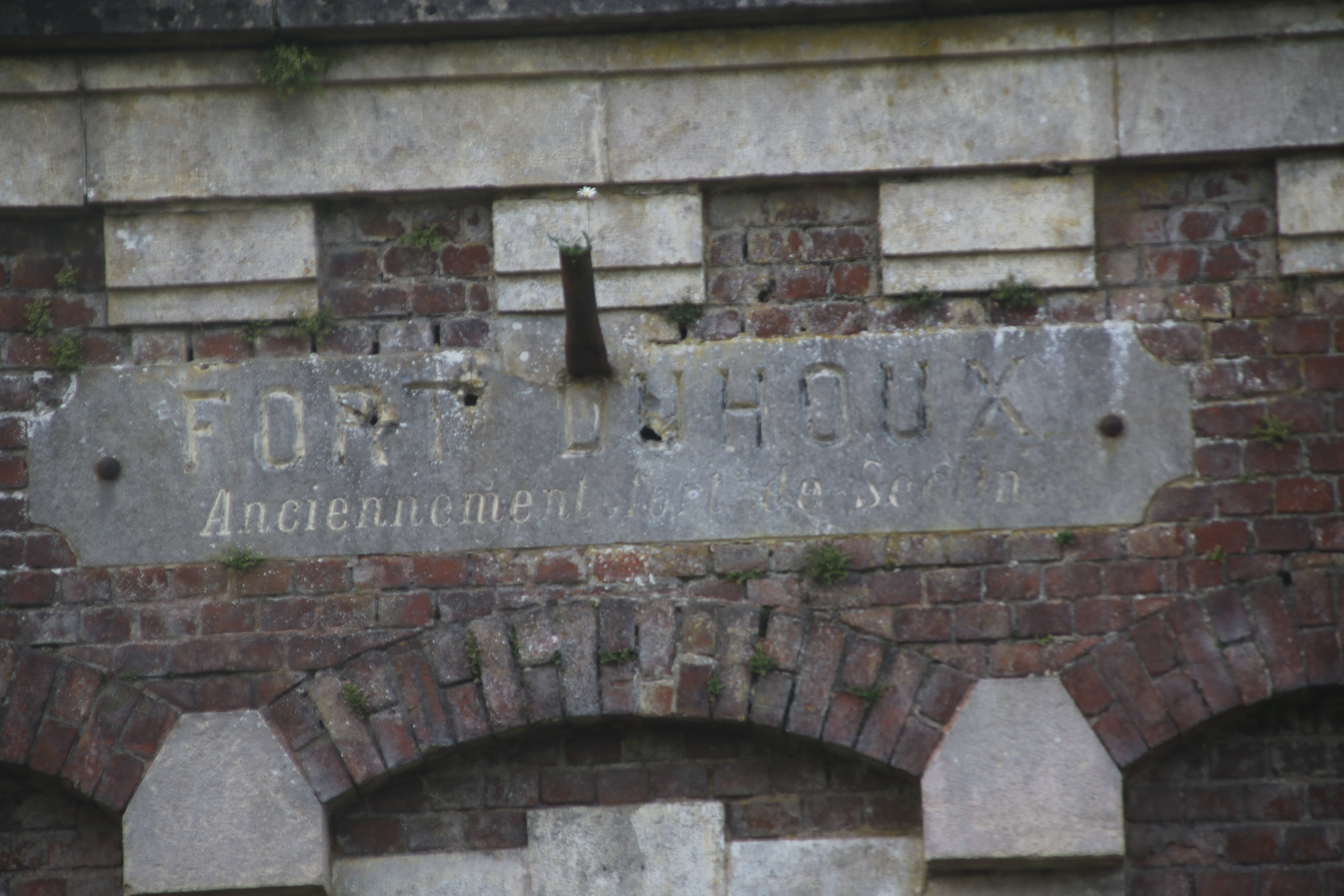
Détail de l'entrée du fort.

Le fort de Seclin, appelé brièvement fort Duhoux, est une fortification faisant partie de la place forte de Lille, situé au sud de la commune de Seclin, se situant à 42 mètres d'altitude. Il est l'un des douze forts constituant la ceinture fortifiée de Lille.
Bâti sur un ancien site gallo-romain, le fort a conservé l’intégralité de ses bâtiments et de ses fossés, malgré les nombreux conflits qu’il a traversés. Cela en fait donc le dernier fort intact de la ceinture de Lille.

## Histoire

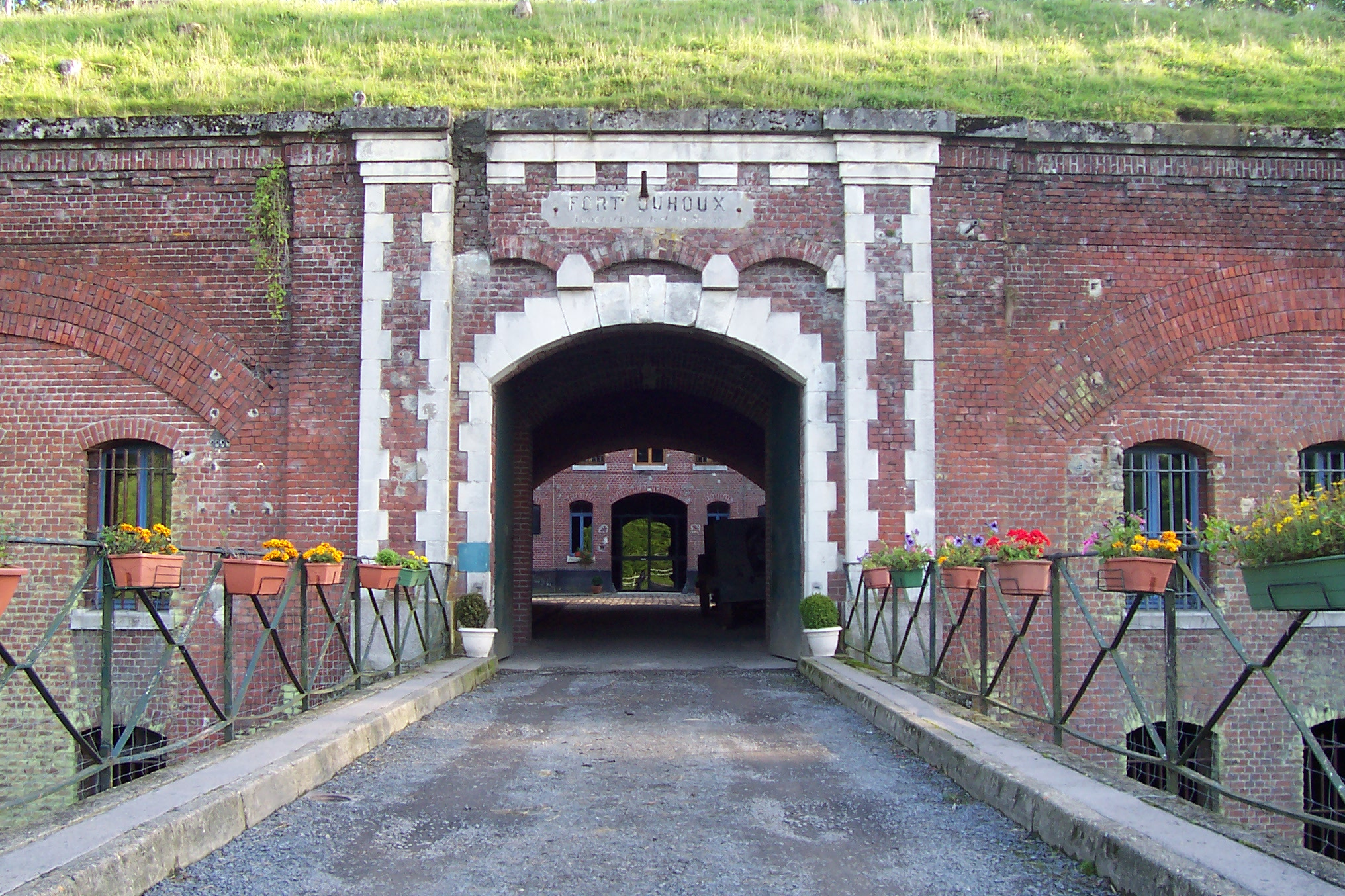
Entrée du fort.

Le site du fort de Seclin fut occupé pendant plus de quatre siècles lors de la période gallo-romaine (Ier siècle av. J.-C. jusqu’au IVe siècle apr. J.-C. Il semblerait que l’emplacement fut le plus grand camp romain du Nord de la Gaule.
Construit entre 1875 et 1878, le fort de Seclin est de type « Séré de Rivières ». On retrouve ce système de fortifications, bâti à partir de 1874 et jusqu'au début de la Première Guerre mondiale, le long des frontières. Il doit son nom à son concepteur et promoteur le général Raymond Adolphe Séré de Rivières.
Par le décret du 21 janvier 1887, le ministre de la Guerre Georges Boulanger renomme tous les forts, batteries et casernes avec les noms d'anciens chefs militaires. Pour le fort de Seclin, son « nom Boulanger » est en référence au général de la Révolution Charles François Duhoux : le nouveau nom est gravé au fronton de l'entrée. Dès le 13 octobre 1887, le successeur de Boulanger au ministère, Théophile Ferron, abroge le décret. Le fort reprend officiellement son nom précédent, tout en gardant le nom Boulanger à son fronton. Charles François Duhoux est né le 13 août 1736 et décédé en mai 1799 ; il concourut à la défense de Lille assiégée par les Autrichiens en 1792. L'assaillant, à court de munitions et sous la pression des armées révolutionnaires, dut se retirer.

## Description

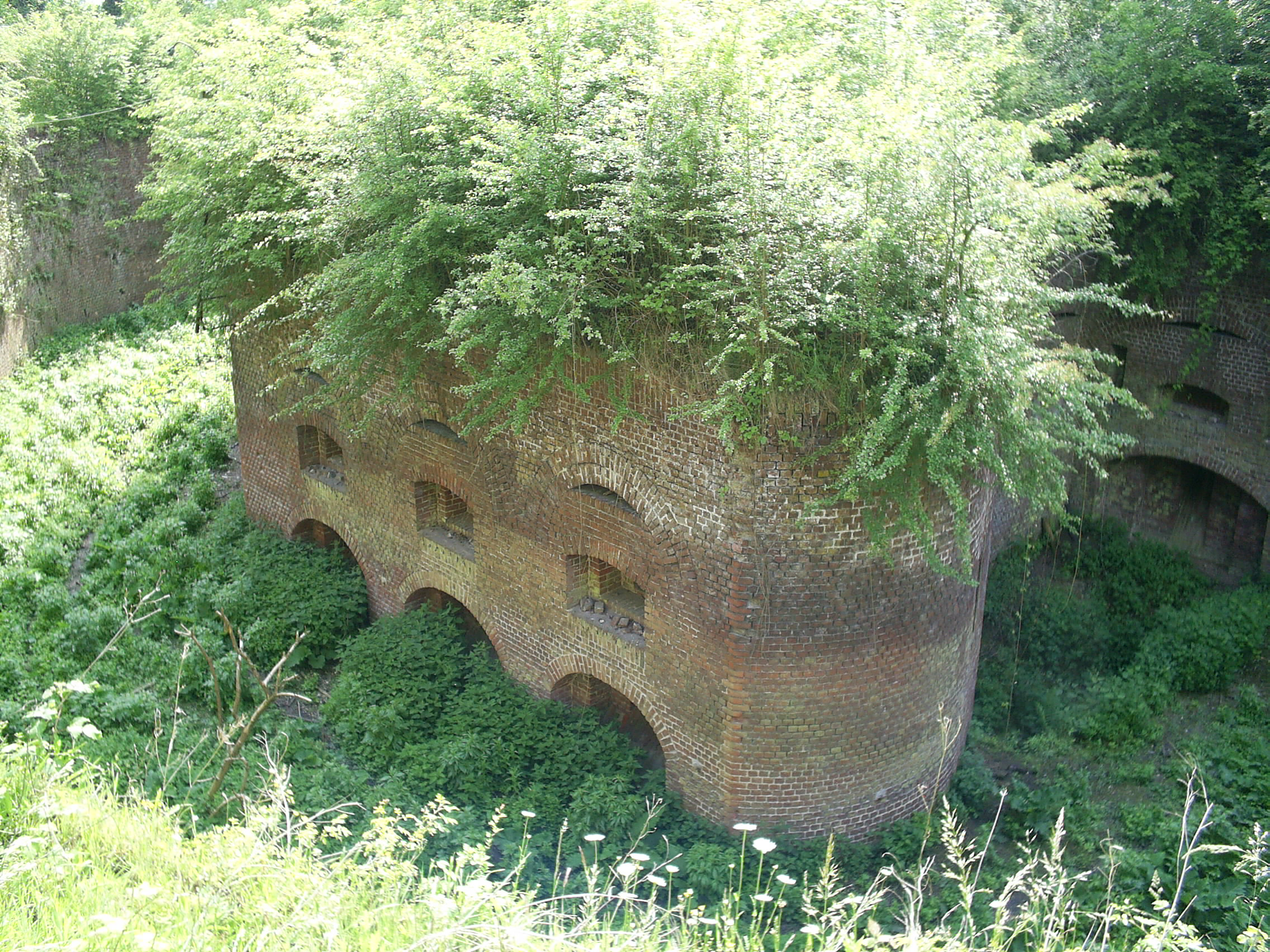
Caponnière.

C'est un fort Séré de Rivières de deuxième génération. De la forme trapézoïdale dont les fossés étaient défendus par une caponnière double (saillant II) et un aileron (saillant III). Environ 700 à 800 hommes, 40 pièces. L'entrée de l'escarpe s'ouvre au centre d'une large courtine sur laquelle donnent six travées sur deux niveaux (rez-de-chaussée et sous-sol) du casernement des officiers et de divers magasins. Les coffres latéraux de cette courtine communiquent avec le chemin couvert de l'escarpe semi détachée. Le pont-levis à bascule en dessous a disparu, mais, son local de manœuvre en sous-sol étant particulièrement bien conservé, une reconstitution pourrait être envisagée. L'appareillage du porche de l'entrée est une combinaison de briques de terre cuite avec des chaines d'angle en pierre de taille. Trois voussures rappelant l'arc segmentaire du porche enjolivent l'ensemble. Au fronton, un cartouche en pierre reprend le nom Boulanger souligné de la mention en italique « Anciennement fort de Seclin ». La capitale débouche directement dans la cour du fort face aux sept travées sur deux niveaux (rez-de-chaussée et premier étage) du casernement de la troupe.
Au cœur d'une plaine de 100 hectares, il est un point culminant de 37 mètres d'altitude. Sa superficie est de cinq hectares, sur une emprise de 14 hectares. Le fort a été construit en deux ans : six mois pour creuser l’emplacement, un an pour monter la maçonnerie et six mois pour recouvrir de terre les toitures. Il était notamment équipé d’une boulangerie et d’une infirmerie et pouvait contenir jusqu'à 800 soldats. Il pouvait théoriquement fonctionner en autarcie six mois grâce à un stock de poudre et de vivre. 
Les forts Séré de Rivières sont des grandes batteries polygonales ceinturées par des fossés secs, défendues par des caponnières ainsi que des banquettes de tir d’artillerie. Des casemates en maçonnerie sous des mètres de terre protègent hommes et munitions. Les forts Séré de Rivières ont sensiblement la même superstructure. Leur différence est influencée par la topographie du site, la nature des matériaux et les ouvriers qui les ont édifiés. En effet, recrutés dans la population locale ils ont par leur technique de construction marqué le style de l’architecture. Le fort est entièrement construit en brique. Caves, souterrains, passages sont voûtées et très habillement reliés les uns aux autres, laissant apparaître de courbe tout à fait remarquable. De plus, stratégiquement parlant, c’est un bijoux de géométrie qui ne laisse aucun angle mort. À l’origine le fort est uniquement couvert d’herbe, il se fond avec le haut de la colline.
C’est en 1885 que le développement des obus de forte puissance rend obsolète la construction de ces forts. La solution est de bétonner leur dessus ce qui coûte cher et est surtout fait dans l’Est car en ce qui concerne Lille et Dunkerque la neutralité belge fait office de barrage suffisant.

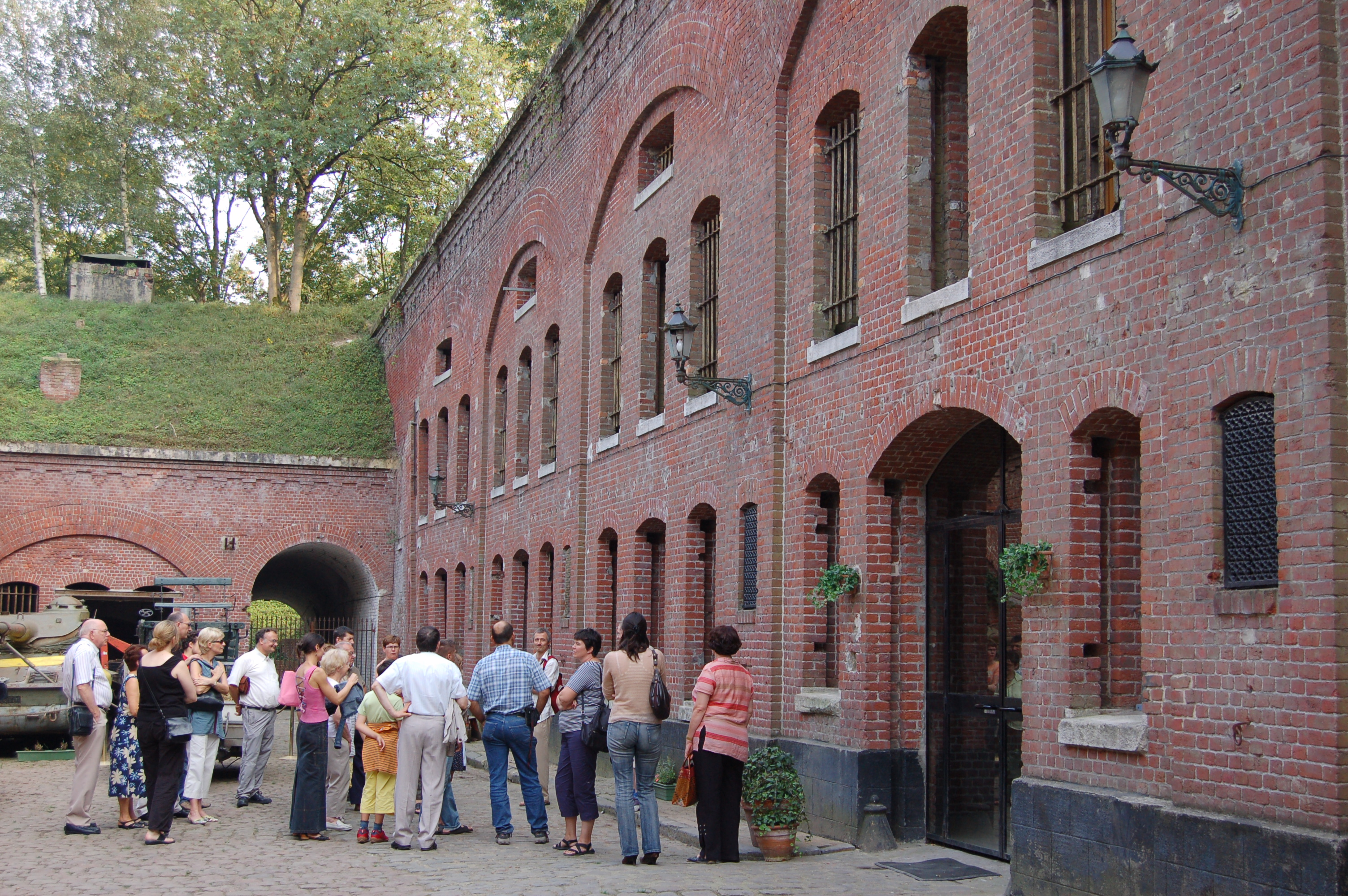

### De la Première à la Seconde Guerre mondiale
Dès 1914 le front déborde Lille et Seclin, une garnison bavaroise occupe le fort et approvisionne en hommes et en matériels le front allant de Vimy à Arras en passant par Fromelles (situé à moins de 10 km), Lorette et Ypres.
C’est seulement en octobre 1918 grâce à la manœuvre d’exploitation de Lille (manœuvre combinée avec l’offensive de Belgique en vue de dégager la région lilloise), exécutée par les forces britanniques en direction du nord-est, entre l’Escaut et la Somme que les 1re et 5e armées britanniques sous les ordres du général Haig attaquent l’adversaire de front le contraignant le 17 à abandonner le fort, Lille, puis à se replier vers l’est. C'est une des batailles qui ponctua la marche victorieuse de la seconde offensive de Belgique entreprise en septembre 1918. C'est le 1/6 bataillon du King's Liverpool régiment qui libère le fort du 16 au 17 octobre.   
De ces combats, deux très jeunes soldats britanniques vont y laisser leur vie. Ils reposent au cimetière de Templemars : Herbert William HICKS et Walter THOMPSON. Ces soldats étaient dans le Lancashire Fusiliers 2/5th et le 1/4e Royal Lancaster.  
Après sa libération, le fort de Seclin est utilisé comme garnison puis hôpital par les Britanniques. Ils restèrent à Seclin jusqu'en 1921.
Pendant l'entre-deux-guerres, le fort redevient un casernement pour le service militaire mais aussi un "camp naturiste" éphémère, où certains naturistes se retrouvaient pour pratiquer des journées sportives, à l'abri des regards. Cette activité cessa avant le début de la Seconde Guerre mondiale, ce fort appartenant à l'armée. C'est de plus dans ce fort que Christiane Lecocq une pionnière du naturisme en France, s'y adonna pour la première fois en 1932. Elle y rencontra aussi son futur époux, Albert Lecocq, fondateur du CHM Montalivet.
Au cours de la Seconde Guerre mondiale, il a servi d’annexe à la prison de Loos et 69 résistants ont été fusillés entre le 7 juin et le 24 août 1944, dont les saboteurs ascquois. 

### Des années 1950 à nos jours.
Ensuite le fort est devenu l'annexe de la prison de Loos. Pendant cette période, le Cardinal Liénard y fonde une paroisse, la paroisse du Fort Duhoux. Ainsi des baptêmes, des mariages et des communions y ont eu lieu. 
Puis il sert de magasin à poudre pour les régiments de la région grand nord, abandonné dans les années 1970 et dégradé le fort retrouve une certaine sérénité en 1996 lorsque la famille Boniface l’investit. Il est depuis patiemment restauré par ses acquéreurs et est aujourd'hui le seul exemple de fort de la défense de Lille en très bon état.

## Musée

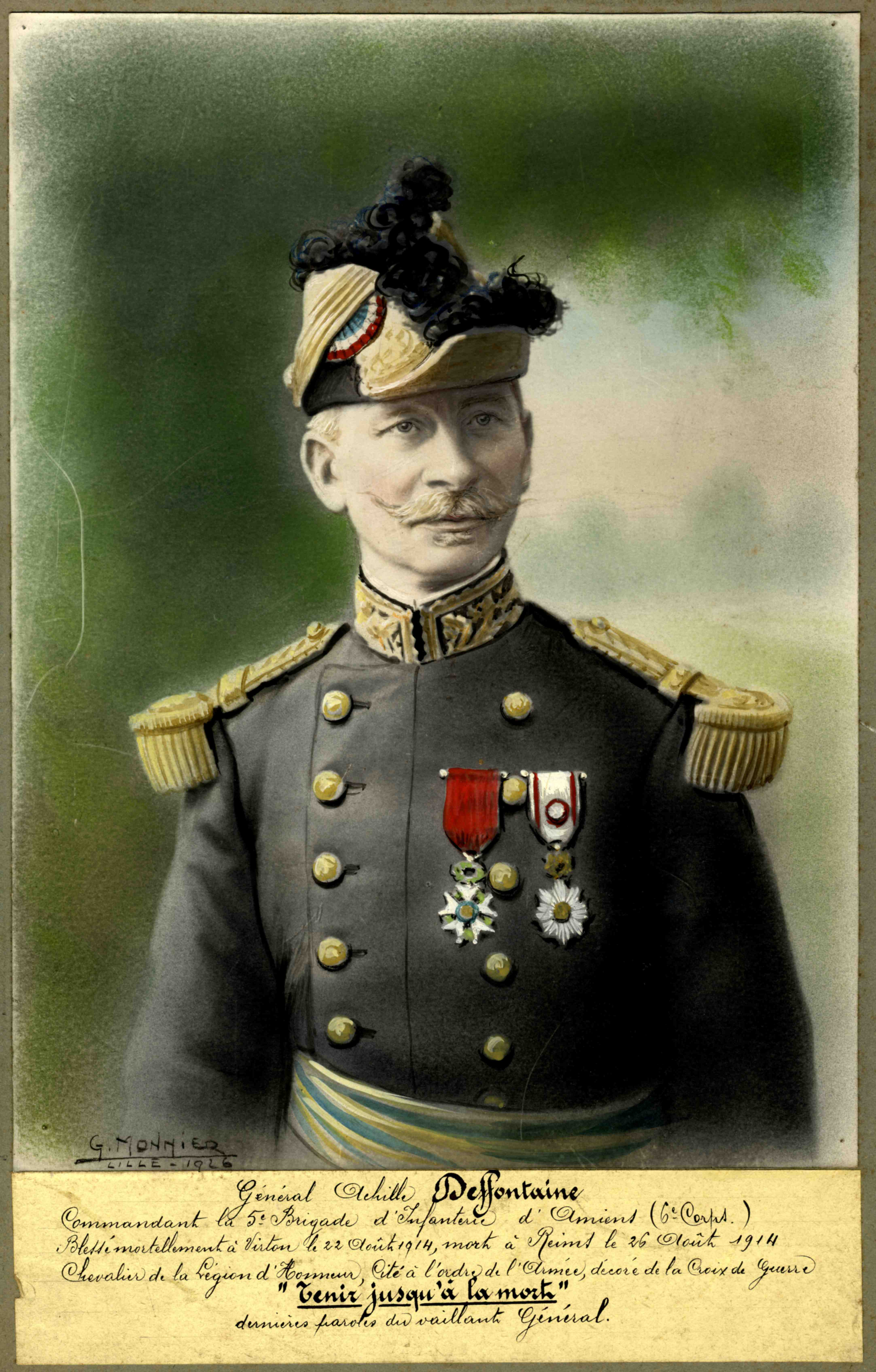

Depuis octobre 2003, ses propriétaires y ont ouvert un centre historique sur l'artillerie, la cavalerie et l'infanterie de 1870 à 1920, mais principalement sur la Première Guerre mondiale. 

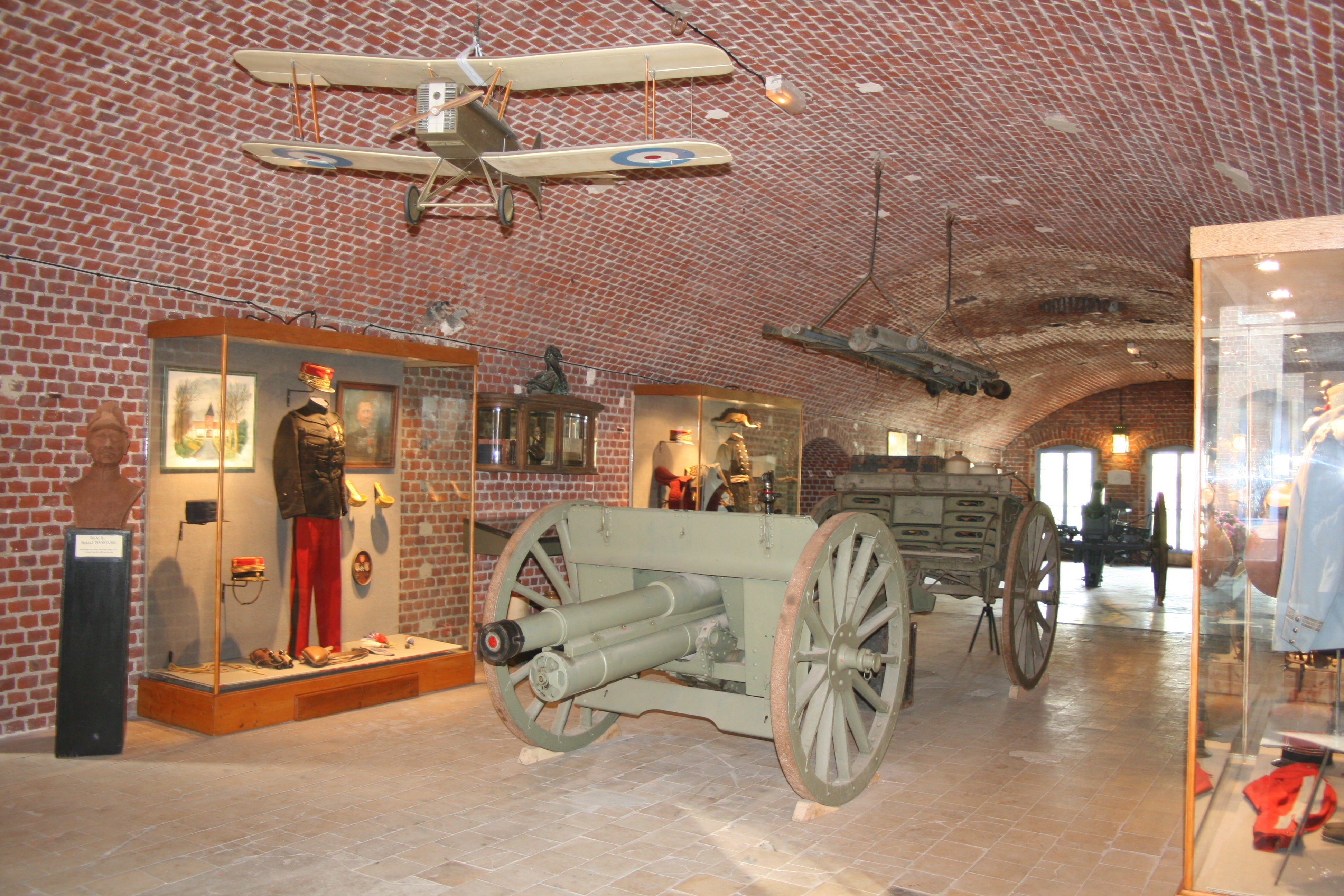
Musée - Salle du Général Deffontaines.

Il abrite une exceptionnelle collection d'armes, de selles, de harnachements, de pièces d'artillerie, d'avant-trains et de véhicules hippomobiles, ainsi que des souvenirs du général Deffontaines, mort au combat en 1914. 
Des animations historiques ont lieu chaque année pendant le samedi et le dimanche les plus proches de l'anniversaire de la libération du fort en octobre 1918, les "journées du poilu", avec des groupes de reconstitution historique, et des tirs au canon de 75.